# Rycerskie
Rycerskie – osiedle nr 18 miasta Przemyśla (jednostka pomocnicza gminy).
Stanowi osiedle mieszkaniowe w dzielnicy Zasanie i jest zbudowane z wielkiej płyty. Powstało na wzniesieniu, z którego rozciąga się widok na panoramę Przemyśla.